# Lütfiye Esen
Lütfiye Esen (auch: Ljutfija Weliewa, bulgarisch Лютфия Велиева; * 20. Juli 1988) ist eine ehemalige türkische Tennisspielerin.

## Karriere
Lütfiye Esen spielte ausschließlich Turniere der ITF Women’s World Tennis Tour, wo sie zusammen mit ihrer Schwester Hülya Esen sechs Titel im Doppel gewinnen konnte.

## Turniersiege

### Doppel
| Nr. | Datum              | Turnier | Kategorie   | Belag     | Partnerin  | Finalgegnerinnen                        | Ergebnis          |
| --- | ------------------ | ------- | ----------- | --------- | ---------- | --------------------------------------- | ----------------- |
| 1.  | 3. Mai 2008        | Adana   | ITF $10.000 | Sand      | Hülya Esen | Julia Efremova Diana Isaeva             | 5:7, 6:1, [10:4]  |
| 2.  | 10. September 2011 | Antalya | ITF $10.000 | Hartplatz | Hülya Esen | Magali De Lattre Christina Shakovets    | 7:5, 7:5          |
| 3.  | 1. Oktober 2011    | Antalya | ITF $10.000 | Sand      | Hülya Esen | Khristina Kazimova Francesca Stephenson | 6:4, 6:2          |
| 4.  | 10. Dezember 2011  | Antalya | ITF $10.000 | Sand      | Hülya Esen | Laura-Ioana Paar Raluca Elena Joițoiu   | 6:0, 1:6, [10:7]  |
| 5.  | 14. April 2012     | Antalya | ITF $10.000 | Hartplatz | Hülya Esen | Lu Jia Xiang Lu Jiajing                 | 1:6, 6:4, [10:8]  |
| 6.  | 23. Juni 2012      | Niš     | ITF $10.000 | Sand      | Hülya Esen | Lina Gjorcheska Maria Mokh              | 3:6, 7:62, [10:6] |